# Mitu salvini
L'hocco di Salvin o crace di Salvin (Mitu salvini Reinhardt, 1879, sin. Crax salvini) è un uccello galliforme della famiglia dei Cracidi originario delle regioni occidentali del bacino amazzonico.

## Descrizione

### Dimensioni
Misura 75-89 cm di lunghezza per 3100 g di peso.

### Aspetto
In questo galliforme di grossa taglia, l'addome, le sotto-caudali e l'estremità della coda sono bianchi, formando in quest'ultima una larga fascia chiara molto caratteristica. Il resto del piumaggio è nero, con riflessi di colore blu scuro sulla cresta, sulle spalle, sulle copritrici alari, sulla parte superiore delle rettrici e sulla parte alta del petto. Il rachide delle piume delle ali, il dorso e il resto delle parti inferiori sono meno iridescenti. Il collo e la testa (tranne la cresta) sono ricoperti da piume che hanno un aspetto soffice e vellutato e appaiono più opache. Le piume che ricoprono il corpo nelle regioni più iridescenti, soprattutto nella zona scapolare, sono di colore nero inchiostro e le loro estremità non sono brillanti. Le penne della cresta sono particolarmente sviluppate e le loro punte hanno dei riflessi blu che diventano più visibili all'estremità.
Rispetto all'hocco becco a rasoio (Mitu tuberosum), l'hocco di Salvin presenta un piumaggio meno iridescente, almeno per quanto riguarda le parti inferiori. Il ramo superiore del becco è lungo, fortemente curvato verso il basso e molto appiattito sui lati. Sul culmen è presente una protuberanza meno prominente, che suggerisce un minor grado di specializzazione rispetto all'hocco becco a rasoio. Il becco e le zampe sono arancioni.

### Voce
L'hocco di Salvin possiede un repertorio vocale molto sviluppato. Il suo richiamo di allarme è un piiou piiou che viene ripetuto fino a quando non cessa il fattore di disturbo. Il grido di attacco o di dissuasione è un goorh goorh emesso mentre l'animale arruffa le piume della cresta e allarga le ali. Può anche produrre dei coh coh molto simili a quelli di un pulcino che esprime la sua soddisfazione. Durante la stagione della nidificazione l'hocco di Salvin lancia dei muggiti profondi, dei coohgh coooohgh che produce mentre sta appollaiato su un ramo.

## Biologia
Conosciamo ben poco riguardo al comportamento degli hocco di Salvin. Le loro abitudini generali sono abbastanza simili a quelle degli hocco senzacresta o degli hocco becco a rasoio, con i quali formano una superspecie. Gli hocco di Salvin sono principalmente uccelli terricoli. Cercano il cibo sul terreno camminando da soli, in coppie o in piccoli gruppi. Nel corso della stagione secca, si ritirano in piccole gole o in valli ombreggiate dove sono ancora presenti stagni e pozze d'acqua.
Gli hocco di Salvin sono monogami. Stabiliscono dei legami coniugali permanenti con il partner durante tutto l'anno grazie ad un comportamento molto ritualizzato. Prima dell'accoppiamento, i maschi effettuano di solito delle parate durante le quali essi sollevano le piume della testa e del collo, curvando la testa e piegando il corpo come se stessero facendo un inchino. Allo stesso tempo, emettono dei tipici muggiti che possono essere uditi anche da lontano. In alcuni esemplari in cattività sono state osservate anche offerte di cibo rituali.

### Alimentazione
Gli hocco di Salvin, come i loro congeneri, sono principalmente vegetariani. Consumano soprattutto frutta caduta e semi, ma il loro menu può anche essere notevolmente ampliato se necessario, andando a comprendere foglie e resti di animali morti. Durante le prime settimane di vita, i pulcini ricevono prevalentemente degli insetti. Tuttavia, man mano che crescono, nella dieta viene introdotta una maggiore quantità di frutti. Così come molti uccelli frugivori, i pulcini consumano talvolta anche le proprie deiezioni.

### Riproduzione
Una volta che il legame è stato stabilito, la coppia occupa un territorio per tutto il corso dell'anno. Presso questo uccello, l'istinto territoriale non è molto sviluppato: la zona di influenza viene a malapena difesa e può anche sovrapporsi con quella di un vicino. I nidi di hocco sono generalmente di piccole dimensioni. Il loro fondo viene spesso rivestito con foglie fresche e sono situati ad un'altezza piuttosto modesta, su un ramo o su una pianta rampicante.
Ogni covata comprende di solito 2 uova. A volte, ne contiene uno solo. Negli hocco, il periodo di incubazione dura da 29 a 32, o anche 34, giorni. La femmina si dedica da sola alla cova mentre il maschio monta la guardia a breve distanza e può svolgere alcuni compiti se la compagna è assente. Se la covata va perduta, la femmina può produrne una sostitutiva nel giro di 20 giorni. Gli hocco sono uccelli molto prolifici e possono portare a termine 4 nidificazioni o più nel corso di una sola stagione.
A differenza delle penelopi, gli hocco non nutrono i giovani con cibo rigurgitato, ma presentano loro il cibo con la punta del becco. Il maschio può occuparsi di rifornire di cibo la compagna mentre lei si occupa dei pulcini. I maschi sono particolarmente vigili con i piccoli quando questi scendono a terra. Si tengono in contatto con loro tramite piccole grida. Le grida dei maschi e delle femmine sono molto diverse e possono essere facilmente identificate. In tenera età, i piccoli non si allontanano mai dai genitori, ma sono in grado di volare fin sui cespugli per trovare rifugio. Solo la femmina si occupa di tenere i piccoli al caldo. Durante la notte, essa li ospita spesso sotto le sue ali.

## Distribuzione e habitat
Gli hocco di Salvin frequentano le foreste di terra firme ed evitano generalmente gli appezzamenti che vengono raggiunti dalle inondazioni. Si trovano di solito nelle associazioni primarie di alberi di grandi dimensioni dove il sottobosco è pianeggiante o leggermente accidentato. Gli hocco di Salvin preferiscono le pianure, ma in Colombia possono salire fino a 600 metri di altitudine.
Come la maggior parte degli altri cracidi del genere Crax o del genere Mitu, gli hocco di Salvin sono originari dell'America del Sud. Il loro areale di diffusione si estende a cavallo di tre stati: il sud della Colombia (regione semi-montuosa della Serranía de la Macarena), la parte orientale dell'Ecuador e l'estremità nord-occidentale del Perù. Su questo territorio relativamente ridotto la specie è considerata monotipica.

## Conservazione
Gli hocco di Salvin non sono minacciati a livello globale. La loro distribuzione è molto disomogenea a seconda delle regioni. In Colombia, la specie è molto comune solo nel parco nazionale Serranía de la Macarena e in luoghi lontani dalle abitazioni. Nella parte amazzonica dell'Ecuador, questi uccelli sono presenti in piccolo numero nelle zone che non vengono inondate (con una densità di circa 4 esemplari per chilometro quadrato). In Perù, gli hocco di Salvin sono in diminuzione in prossimità degli insediamenti urbani, ma sono ancora diffusi in un'ampia gamma di altri ambienti, comprese le località nei pressi dei fiumi. Gli hocco di Salvin vengono cacciati per la loro carne, ma anche il progressivo deterioramento dell'habitat ha avuto conseguenze significative sul numero di esemplari.